# Jozef M. Kirschbaum
Jozef M. Kirschbaum (ur. 25 marca 1913 we wsi Dolné Vestenice, zm. 16 sierpnia 2001 w Willowdale) – słowacki polityk, dyplomata i słowacysta.

## Życiorys
W latach 1933–1938 studiował prawo na Uniwersytecie Komeńskiego w Bratysławie. Kształcenie kontynuował na uczelniach w Warszawie i Krakowie (1939–1935), w okresie od 1941 do 1942 studiował politologię na uniwersytecie w Rzymie, a w latach 1950–1954 slawistykę na uniwersytecie w Montrealu.
Od 1942 r. mieszkał w Szwajcarii, a w 1949 r. wyjechał do Kanady. W latach 1951–1962 wykładał slawistykę w Montrealu, w 1962 r. w Toronto i Ottawie, następnie w latach 1970–1975 na Uniwersytecie St. Michael w Toronto. Od 1927 r. publikował na łamach szeregu czasopism, m.in. Rozvoj, Slovenka, Svojeť, Pero. Od 1935 r. koncentrował się bardziej na publicystyce politycznej. Na emigracji poświęcił się badaniom słowacystycznym i szeroko rozumianej slawistyce, ogłosił studia monograficzne poświęcone Ľ. Štúrovi, A. Bernolákovi, P. J. Šafárikovi.

## Twórczość (wybór)
- Krvácajúca hranica (1940)
- Slovak Language and Literature (1975)
- Slovak Culture Through the Centuries (1978)